# Sacile
Sacile – miejscowość i gmina we Włoszech, w regionie Friuli-Wenecja Julijska, w prowincji Pordenone.
Według danych na rok 2004 gminę zamieszkiwało 18 156 osób, 567,4 os./km².
W miejscowości znajduje się stacja kolejowa Sacile.